# Andrea Albani
Andrea Albani (català: Eulàlia Espinet Borràs)  (Barcelona, 13 d'octubre de 1960 - Barcelona, 18 de gener de 1994), també coneguda com a Lali Espinet o amb el pseudònim d'Andrea Albani, va ser una actriu catalana. Va conèixer el seu major èxit amb les seves dues últimes pel·lícules, El pico (1983) i El pico 2 (1984), ambdues dirigides pel director basc Eloy de la Iglesia i obres destacades del cinema quinqui.

## Biografia
Nascuda al barri del Poblenou, va marxar de casa als quinze anys. Va ser venedora de roba interior, jugadora de bàsquet al Club Joventut Badalona i nedadora abans de debutar al cinema.
Va començar la seva carrera artística fent cinema de destape, treballant el 1980 a la pel·lícula Las alumnas de madame Olga, de José Ramón Larraz, tot i que va ser amb La caliente niña Julietta (1981), del director Ignacio F. Iquino, amb la qual va assolir la fama, car la pel·lícula va ser l'èxit més gran de taquilla d'aquell període. Espinet tornaria a treballar amb Iquino en tres pel·lícules més: La desnuda chica del relax (1981), Jóvenes amiguitas buscan placer (1982) i Esas chicas tan pu... (1982). L'any següent va realitzar una sèrie de cinc pel·lícules amb el director Alfons Balcázar: Julieta (o Las lesbianas y la caliente niña Julieta), Las viciosas y la menor, Colegialas lesbianas y el placer de pervertir, La ingenua, la lesbiana y el travesti i El marqués, la menor y el travesti. En aquestes obres, de fort contingut eròtic, generalment interpretava papers de lesbiana.
A causa dels prejudicis de la societat, atès que el seu nom estava vinculat al cinema eròtic, li va costar desenvolupar la seva carrera posterior, abandonant-la el 1984 després d'actuar a El pico i El pico 2, totes dues de gènere quinqui i dirigides per Eloy de la Iglesia. Ambdues pel·lícules van ser notablement exitoses a la dècada del 1980 i gràcies a les què va fer visible el seu talent interpretatiu.
Va estar detinguda i reclosa a la Presó Model de Barcelona per tràfic d'estupefaents. Va morir el dia 18 de gener de 1994 a l'Hospital del Mar de Barcelona a causa d'una meningoencefalitis aguda que li havia provocat el virus de la immunodeficiència humana que produeix la malaltia de la sida.